# Le Gone du Chaâba (roman)
Cet article concerne le roman d'Azouz Begag. Pour le film qui en est adapté, voir Le Gone du Chaâba.
Pour les articles homonymes, voir Le Gone du Chaâba.
Le Gone du Chaâba est un roman autobiographique d'Azouz Begag édité par Éditions du Seuil, en 1986.
Il est originaire d'El Ouricia à Sétif.
Il habite tout d'abord au Chaâba à Villeurbanne.
Sa mère s'appelle Messaouda.
Il a neuf ans et l'histoire se déroule en 1966

## Résumé
Le roman raconte l'histoire d'Azouz, un jeune algérien. Il habite au Chaâba, un bidonville à côté de Lyon. Il vit dans une misérable habitation, sans eau ni électricité, à côté d'autres familles arabes qui ont fui la misère algérienne. Il vient d'El Ouricia, une commune de la wilaya de Sétif.
Il a un grand frère, Moustaf, et une grande sœur Zohra. Sa mère est Messaouda. Il a un cousin Rabah qui fait le « grand » mais ce dernier se fait petit en présence de la Louise. Sa tante s'appelle Zidouma. Même s'il travaille bien à l'école, il est obligé de travailler au marché pour rapporter un peu d'argent à sa famille. À l'école, Azouz se met au premier rang et est attentif à toutes les remarques de son maître, il a même la deuxième meilleure note de la classe lors de la remise d'une composition.
Les conditions de vie dans le bidonville du chaâba sont dures : il n’y a pas d’électricité, ni d'eau courante . Les toilettes, qui ne sont pas propres et communes, sont constituées d'un bidon placé dans un trou. Les habitants du chaâba dorment sur des matelas à même le sol. Malgré tout, il y a de la vie, de la joie, des rires, des enfants qui ne se plaignent point de leur dure vie.
Azouz est très heureux, mais bientôt, certains Arabes de sa classe qui se moquent de lui à l'école le rejettent ; ils ne le considèrent plus comme un arabe. Contrairement à ses amis, son père, Bouzid, est très fier de lui et lui répète sans cesse qu'il doit bien travailler à l'école pour pouvoir avoir un bon travail « comme les Français », et ne pas devenir un maçon comme lui.
Plus tard, son oncle, qui vit également au Chaâba, et maudit par le père d'Azouz, se fait arrêter par la police car il est le responsable d'un trafic de viande de mouton. En fait, c'est Azouz qui le dénonce, croyant aider sa famille. À cause de cet incident, plusieurs familles vont partir du Chaâba, mais le père d'Azouz refuse de partir.
Pourtant, un matin, les Bouchaoui, une ancienne famille du Chaâba qui habite maintenant dans un appartement à Lyon revient au Chaâba et expliquent au père d'Azouz que la vie dans un appartement est bien meilleure qu'au Chaâba. Bouchaoui a même trouvé un appartement pour la famille d'Azouz, pour les remercier de tout ce que Bouzid a fait pour eux.
Finalement, après les « Je veux déménager » répétitifs d'Azouz, son père accepte et les Begag emménagent dans leur appartement à Lyon. Azouz est émerveillé par l'eau courante, les toilettes propres, l'électricité et la télévision.
Au début, il n'a pas trop d'amis mais il rencontre ensuite un autre enfant du Chaâba. Azouz passe une mauvaise année de CM2 car sa maîtresse ne l'aime pas. Après le CM2, il entre en 6e au collège. Son professeur de français et principal, M. Loubon, est un pied-noir qui a vécu en Algérie dans la ville de Tlemcen, où il était instituteur. Il l'aide à travailler et une grande amitié naît entre eux ; ils parlent ensemble de l'Algérie, et s'apprennent l'un à l'autre des mots arabes.

## Le bidonville du Chaâba entre 1954 et 1968
Le mot Chaâba désigne un « trou » ou un « patelin lointain » en arabe dialectal. Il se situait au 12 avenue Monin à Villeurbanne, à l'est de l'actuel parc de la Feyssine, peu avant la croisée du chemin du Bois Balmont avec l'actuel boulevard Laurent Bonnevay. Il a accueilli jusqu'à vingt-cinq familles algériennes, surtout issues de la région de Sétif.
Quoiqu'il se soit agi d'un bidonville, son occupation était légale. Le père d'Azouz Begag et son oncle ont acquis une maison sur un terrain de 400 m² en 1954 pour y faire venir leurs femmes et enfants. Ils y ont ensuite accueilli de nouvelles familles qui ont progressivement construit la dizaine de baraques en bois formant le Chaâba. Les nouveaux arrivants étaient généralement plutôt des familiers ou des proches des Begag venus de la région de Sétif, selon la logique de la chaîne migratoire. Leurs occupants payaient un loyer aux frères possédant le terrain. Une ancienne habitante alors enfant, Zohra Chaib, décrit les relations avec le voisinage comme très amicales.
Si l'injonction des autorités publiques à détruire le Chaâba en 1968 découlait officiellement de la politique de lutte contre l'habitat précaire, le projet de construire une bretelle d'autoroute sur le terrain qui est devenu depuis le parc de la Feyssine n'y était sans doute pas non plus étranger.
Un cognassier planté par Bouzid Begag à l'emplacement de l'ancien bidonville ainsi qu'une fresque commémorent aujourd'hui le Chaâba.